# Otto-Suhr-Allee
De Otto-Suhr-Allee (tot 1957: Berliner Straße) is een hoofdstraat in het Berlijnse stadsdeel Charlottenburg. Ze gaat aan het Slot Charlottenburg over in de Spandauer Damm en is een deel van de historische verbinding van het Berliner Stadtschloss langs Unter den Linden, de Brandenburger Tor en de Tiergarten over de Ernst-Reuter-Platz naar het Slot Charlottenburg. 
De straat werd in 1705 ingewijd en werd in de loop van de 18e eeuw een geliefde vestigingsplaats voor rijke Berlijners, die er villa's lieten bouwen. Tot de fusie van de stad Charlottenburg met Groot-Berlijn in 1920 was het de belangrijkste verbindingsweg tussen de beide steden.
In 1865 werd in de Spandauer Straße (thans Spandauer Damm) een koetsenbedrijf opgericht, dat vervolgens de eerste Berlijnse paardentram uitbaatte. De lijn ging over de huidige Otto-Suhr-Allee tot het Berliner Stadtschloss. De lijn werd in het begin van de 20e eeuw geëlektrificeerd. De Otto-Suhr-Allee was vroeger omzoomd door zes rijen lindebomen.
Sinds 1957 draagt de straat de naam van de sociaaldemocraat Otto Suhr, die van 1955 tot 1957 burgemeester van Berlijn was. 
Altonaer Straße · 
Amalienstraße · 
Bergmannstraße · 
Berliner Allee ·
Bernauer Straße · 
Bismarckstraße · 
Bornholmer Straße · 
Boxhagener Straße ·
Breite Straße ·
Brüderstraße ·
Brunnenstraße ·
Bülowstraße ·
Bundesallee ·
Danziger Straße ·
Eberswalder Straße ·
Ebertstraße ·
Fasanenstraße ·
Frankfurter Allee ·
Friedrichstraße ·
Gertraudenstraße ·
Greifswalder Straße ·
Halskestraße ·
Hardenbergstraße ·
Hauptstraße ·
Heerstraße ·
Hornstraße ·
Invalidenstraße ·
Judengasse ·
Kaiserdamm ·
Karl-Liebknecht-Straße ·
Karl-Marx-Allee ·
Karl-Marx-Straße ·
Kastanienallee ·
Klosterstraße ·
Kopenhagener Straße ·
Kopernikusstraße ·
Kurfürstendamm ·
Landsberger Allee ·
Lehrter Straße ·
Leipziger Straße ·
Majakowskiring ·
Mehringdamm ·
Mollstraße ·
Motzstraße ·
Mühlendamm · 
Oderberger Straße ·
Oranienburger Straße ·
Oranienstraße ·
Ostseestraße ·
Otto-Braun-Straße ·
Otto-Suhr-Allee ·
Potsdamer Straße ·
Prenzlauer Allee ·
Rathausstraße ·
Rheinstraße ·
Rigaer Straße ·
Rosa-Luxemburg-Straße ·
Rosenthaler Straße ·
Rykestraße ·
Samariterstraße · 
Scheidemannstraße · 
Schwedter Straße ·
Schönhauser Allee ·
Simon-Dach-Straße ·
Spandauer Straße ·
Sredzkistraße ·
Stralauer Allee ·
Straße des 17. Juni ·
Tauentzienstraße ·
Torstraße ·
Unter den Linden ·
Warschauer Straße ·
Wiesbadener Straße ·
Wilhelmstraße (Berlin-Mitte) ·
Wilhelmstraße (Berlin-Spandau)